# RBC Köln 99ers
Der RBC Köln 99ers ist ein deutscher Rollstuhlbasketballverein aus Köln.
Seit Gründung 2008 ist er in der ersten und zweiten RBBL (Rollstuhlbasketball-Bundesliga) vertreten. 2008 noch mit vier, starten seit der Saison 2010/2011 fünf Mannschaften in allen fünf in NRW angebotenen Leistungsklassen. Der Verein ist der größte Rollstuhlbasketballverein in Deutschland.

## Geschichte

### Eine Ära geht zu Ende
Die Wurzeln des RBC Köln liegen beim Rollstuhlsportclub (RSC) Köln. In den Jahren 2001 bis 2005 verzeichnete dieser einen starken Mitgliederzuwachs, so dass eine zweite und dritte Rollstuhlbasketballmannschaft in den sportlichen Wettkampf geschickt werden konnte.
Schnell wurden die Basketballer zur größten und finanziell umsatzstärksten Abteilung des RSC. Der Wunsch nach größerer Professionalität, vor allem nach dem Aufstieg in die 1. Rollstuhlbasketball-Bundesliga im Jahr 2006 konnte innerhalb des vorwiegend breitensportlich orientierten Vereins RSC Köln nicht erfüllt werden, weshalb die Gründung eines eigenen Vereins beschlossen wurde.
Mit dem Ende der Saison 2007/2008 stand nun auch noch der Aufstieg der zweiten Mannschaft in die 2. Rollstuhlbasketball-Bundesliga Nord fest.
Im Vorfeld der Vereinsgründung wurden Gespräche mit verschiedensten anderen Vereinen geführt, um Ideen und Ratschläge sowie mögliche Kooperationspartner zu gewinnen. Mit den Profis der Köln 99ers waren die Gespräche am erfolgreichsten und versprachen gleichzeitig den größten Erfolg bei der Neugründung.
Mit der Vereinsgründung im Sommer 2008 ging eine fast 40-jährige Ära des Rollstuhlbasketballs beim RSC Köln zu Ende.

### Der RBC wird geboren
Die rund 50 ehemaligen Mitglieder gründeten nun den RBC Köln 99ers, einen eingetragenen und gemeinnützigen Verein. Dieser schloss sowohl mit den Profibasketballern der Köln 99ers als auch mit dem „Fußgänger“-Basketballverein SG Köln 99ers eine Kooperation ab. Zusammen bildeten sie die CSoB (Cologne School of Basketball). Die CSoB war damit über 800 Mitglieder stark und wurde so zum größten deutschen Basketballverein, der gezielt Jugendliche ansprechen und vor allem sozial benachteiligte Jugendliche unterstützen sollte. Mit der Saison 2008/2009 starteten die Kölner Rollis also unter dem Namen „Köln 99ers“ in den Ligaspielbetrieb und bestritten so erstmals am 4. Oktober 2008 ein Ligaspiel in den Farben Rot-Weiß. Die neuen Farben schienen zu beflügeln, denn so konnte erstmals seit langer Zeit das Spiel gegen den ASV Bonn gewonnen werden.
Gleichzeitig hielt der Zuwachs an Mitgliedern an. So konnte mit der Gründung des neuen Vereins auch als erster deutscher Rollstuhlbasketballverein eine vierte Mannschaft geschaffen werden. Sie sollte in der ebenfalls neu eingeführten Landesliga West an den Start gehen. Insgesamt verlief die Saison für alle Mannschaften sehr positiv und endete für die erste Mannschaft in der Teilnahme an der ersten Runde des Europapokals.

### Insolvenz der Profis
Der erste Insolvenzantrag der Profis der Köln 99ers 2008 konnte noch knapp abgewendet werden, doch am 10. Juli 2009 stellten die Köln 99ers Basketball GmbH erneut einen Insolvenzantrag beim Amtsgericht Köln. Da der RBC da schon ein eigenständiger Verein war, traf ihn die Insolvenz der Profis zumindest nicht finanziell. Natürlich war die Situation schwierig, da kurz nach der Neugründung ein wichtiger Kooperationspartner und Berater wegfiel. Doch auch die SG überstand das Insolvenzverfahren und so konnte die Kooperation ohne die Profis fortgesetzt werden.

### Heute
In der Saison 2010/2011 gelang es dem RBC Köln erstmals, jede Liga, die in NRW angeboten wird, mit einer Mannschaft zu besetzen. Dem ging die Gründung einer fünften Mannschaft voraus. Und schon in der sogenannten „Pre-Season“ zeigte sich, dass diese neue Mannschaft mehr als 15 Spieler aufweisen wird. 2019 musste der RBC Köln erstmals in die Zweite Bundesliga absteigen.

## Saisons, Teams und Erfolge im Überblick

### Vor 2008
(als RSC Köln)

#### 2002
- RSC Köln – Regionspokalsieger West

#### 2003
- RSC Köln – Aufstieg in die 2. RBBL Nord
- Gründung einer zweiten Mannschaft (OL)

#### 2005
- RSC Köln 2 – Aufstieg in die RL West
- Gründung einer dritten Mannschaft (OL)

#### 2006
- RSC Köln 1 – Aufstieg in die 1. RBBL (ungeschlagen / erstmals wieder seit 1988)

#### 2007
- RSC Köln 1 – Erreichen des Viertelfinales des DRS-Pokals
- RSC Köln 2 – Regionspokalsieger West (Verleihung der Sportplakette der Stadt Köln)

#### 2008
- RSC Köln 2 – Aufstieg in die 2. RBBL Nord

### 2008/2009
- Gründung des RBC Köln 99ers e.V.
- Gründung einer vierten Mannschaft (LL)
- Teilnahme am Ligabetrieb mit vier Mannschaften:

1. RBBL
2. RBBL Nord
OL West
LL West(West)
- Teilnahme an der ersten Runde des Europapokals
- Ausrichtung des 3-Nationen-Turniers der Damennationalmannschaften Deutschlands, Kanadas und Großbritanniens

### 2009/2010
- Gründung einer fünften Mannschaft (LL)
- Teilnahme am Ligabetrieb mit fünf Mannschaften:

1. RBBL
2. RBBL Nord
OL West
LL West(West)
LL West(West)
- Köln 99ers I: Erreichen des Viertelfinales des DRS-Pokals
- Ausrichtung des Leistungscamps „Camp with Pat“ unter der Leitung von Patrick Anderson

### 2010/2011
- Teilnahme am Ligabetrieb mit fünf Mannschaften:

1. RBBL
2. RBBL Nord
RL West
OL West
LL West(West)
- Köln 99ers III: Gewinn des Regionspokals West (Verleihung der Sportplakette der Stadt Köln)
- Ausrichter einer IWBF Euroleague-Vorrunde im März 2011

### Sonstiges
Von 2003 bis 2008 veranstaltete der Verein das Internationale „Kick-Off-Turnier“ (bis auf 2008 noch als RSC Köln). Seit 2009 heißt das Turnier „TOP END® Challenge“.
Daten zur „TOP END® Challenge 2010“:
20 Teams aus 4 Nationen (darunter 5 Kölner Teams!) in 3 Leistungsklassen, 57 Spiele an 2 Tagen, unzählige Helfer (eingebunden: Pokalspiel und Schiedsrichterfortbildung)

## Bekannte Spieler
- Marina Mohnen (Deutsche Nationalspielerin und mehrfache Paralympicsteilnehmerin)

## Fanclub „Tiger Rollis“
Die TigerRollis sind der 1. offizielle Fanclub des RBC Köln99ers.
Besonders nach der Insolvenz der „Läuferbasketballer“ begannen sich Teile des über 135 Mitglieder starken und 2006 gegründeten Fanclubs Flying Flönz (Fliegende Blutwurst) auch beim RBC zu engagieren. Von allen freudig aufgenommen wurden die „Trommler“ schnell zu einer gewohnten Kulisse bei Heimspielen und brachten sich auch anderweitig in den Verein ein. Der Fanclub organisiert nun zusätzlich regelmäßig Auswärtsfahrten, um die Köln 99ers auch in der „Fremde“ zu unterstützen.
2010 musste dann ein neuer Name her, um die Zugehörigkeit zu den Rollstuhlbasketballern zu unterstreichen. Im Sommer kam es dann zur Abstimmung, wobei sich der Name „TigerRollies“ durchsetzte. Der neue Fanclub ersetzt keinesfalls die Flying Flönz, sondern ist eher als Ergänzung zu sehen.